# SSRI-Absetzsyndrom
Als SSRI-Absetzsyndrom (englisch SSRI Discontinuation Syndrome) und SSRI-Entzugssyndrom wird ein Symptomkomplex bezeichnet, der beim Absetzen von selektiven Serotonin- und/oder Noradrenalin-Wiederaufnahmehemmern (SSRI, SNRI), auch anderen Antidepressiva auftreten kann.

## Vorkommen
Etwa 15 % der Patienten, die mit SSRI oder SNRI behandelt werden, reagiert nach dem Absetzen mit Absetzerscheinungen. Diese werden oft mit einem Rezidiv der Grundkrankheit verwechselt. Das kann dazu führen, dass unnötig weiter verordnet wird. Bei einem Rezidiv jedoch sollte die Medikation weitergeführt werden. Naheliegenderweise kommt es bei Absetzen der Medikamente häufiger zu einem Rezidiv als bei Weiterführen der Behandlung.
Ein höheres Risiko für Absetzsymptome zeigen MAO-Hemmer, Tricyclika, Paroxetin, Venlafaxin und Desvenlafaxin. Bei Agomelatin, Fluoxetin und Milnacipran wird auch bei abruptem (plötzlichen) Absetzen nur ein geringes Risiko und eine sehr milde Ausprägung beschrieben. Von einem mäßigen Risiko für Absetzsymptome ist bei Citalopram, Escitalopram, Sertralin, Duloxetin und Vortioxetin auszugehen.
Auch die Erwartungshaltung der Patienten scheint das Auftreten und die Schwere von Absetzsymptomen zu beeinflussen.

## Beschreibung
Absetzerscheinungen treten in der Regel in den ersten 24 Stunden bis eine Woche nach Absetzen ein. Der Zeitpunkt des Eintretens der Absetzerscheinungen hängt unter anderem von der Dosishöhe und Dauer der Medikation und der Halbwertszeit der Wirksubstanz ab. Die bei SNRI vergleichsweise starken Symptome können durch die gleichzeitige Einnahme von Fluoxetin vermindert werden, das als SSRI eine relativ lange Halbwertszeit besitzt.
Versuche mit Tieren, die freien Zugang zu SSRI hatten, ergaben zwar keine selbstständige Erhöhung der Dosis, ein plötzliches Absetzen der Wirkstoffgruppe kann jedoch körperliche und psychische Symptome hervorrufen. So wird in den Packungsbeilagen explizit von selbstständigem Absetzen der Medikamente abgeraten. Studien mit Placebos ergaben, dass 35–78 % jener Patienten, die fünf oder mehr Wochen mit dem Medikament behandelt wurden und die Einnahme abrupt beendeten, eines oder mehrere der Absetzsymptome entwickelten.

## Symptome
Folgende Symptome können beim Absetzen von SSRI auftreten:
- Orthostatische Störungen (Kreislaufbeschwerden), Schwindel und Gleichgewichtsstörungen bei Kopfbewegungen wie Drehen des Kopfes oder horizontale Bewegungen der Augen (Blick nach links oder rechts)
- Empfindungsstörungen wie Schwindel, Höhenangst und Empfindungen, die an leichte Stromschläge erinnern und meist ausgehend von der Mitte des Körpers in die Extremitäten ausstrahlen oder auch am ganzen Körper auftreten („Brain zaps“), Tinnitus
- Motorische Störungen (Zucken, Tics) und Schwierigkeiten bei alltäglichen Bewegungen (aufstehen, gehen)
- Schlafstörungen, lebhafte Träume, Müdigkeit, Tagschläfrigkeit (das Gefühl, plötzlich einzuschlafen)
- Verdauungsstörungen (Durchfall, Verstopfung), körperliches Unwohlsein (Kopfweh, verstopfte Nase, Abgeschlagenheit, Knochen- und Gelenksschmerzen, fieberartige Zustände)
- Stimmungsschwankungen, Muskelkrämpfe, Zittern, aggressives Verhalten, Manie, schwere Depression und Suizidgedanken
- Post-SSRI-bedingte sexuelle Dysfunktion

## Diagnose
Kurz nach dem Absetzen werden depressive Symptome nicht beobachtet. „Frühe Stimmungseinbrüche zeigen eher einen Rückfall als Absetzerscheinungen an.“
Die medizinischen Diagnosekriterien für ein SSRI-Absetzsyndrom sind:
- Unterbrechung, Beendigung oder Verringerung der Dosis einer mit SSRI oder SNRI über vier Wochen oder länger geführten Behandlung
- Symptome, die sich im sozialen Umfeld bemerkbar machen
- Symptome, die nicht von der Wirkung von anderen Medikationen und Drogen, oder deren Absetzen verursacht werden können
- Symptome, die nicht denen entsprechen, wogegen die Behandlung mit SSRI oder SNRI begonnen wurde

Diese Symptome verschwinden bei erneuter Erhöhung der Dosis auf die gewohnte Menge. Um eine klare Diagnose stellen und die korrekte Behandlung sicherstellen zu können, sollten Ärzte, die SSRI verschreiben, sich mit den Symptomen des Absetzens  auseinandersetzen.

## Mechanismus
Symptome beim Absetzen von Antidepressiva sind das Ergebnis der Versuche des menschlichen Gehirns, erneut ein neurochemisches Gleichgewicht zu erzeugen. Serotonin-Wiederaufnahmehemmer erhöhen die Serotonin-Konzentration in der Gewebeflüssigkeit des Gehirns. Beim abrupten Absetzen kommt es daher zu einem Serotonin-Mangel, da der Körper sich durch eine Herabregulation der Serotonin-Empfindlichkeit an das Überangebot des Stoffes durch die SSRI-Medikation angepasst hat. Die Absetzerscheinungen können meist durch Ausschleichen (langsames Verringern der Dosis) über die Dauer von Wochen oder Monaten vermindert oder gänzlich verhindert werden. Auch diese Methode ist aber speziell bei Patienten mit Langzeitbehandlung nicht immer erfolgreich. Alternativ kann auch mit 5-Hydroxytryptophan abgesetzt werden, wobei insbesondere die Kombination beider Stoffe die Gefahr eines Serotonin-Syndroms mit sich bringt.

## Prävention
Die Patienten sollten über die lange Halbwertszeit von SSRI informiert werden. Speziell bei einer Umstellung auf Medikamente mit kürzerer Halbwertszeit (beispielsweise Paroxetin) ist dieser Punkt wichtig.
Obwohl nicht sichergestellt werden kann, dass das Absetzen von SSRI symptomfrei verläuft, können das Wiedereinsetzen der Erhaltungsdosis sowie das langsame Ausschleichen die Symptome mildern oder ganz verschwinden lassen.

## Behandlung
Die Behandlung der Symptome ist abhängig vom Schweregrad der Absetzerscheinungen und davon, ob nach Absetzen des SSRI weiterhin mit Antidepressiva behandelt wird. Während in jenen Fällen, in denen eine weitere Behandlung mit Antidepressiva indiziert ist, das einfache Wiedereinsetzen der Medikation meist zum Erfolg führt, ist die Behandlung von Patienten, die ganz auf Antidepressiva verzichten, abhängig von der Schwere der Symptome und führt bei leichten Fällen meist durch Beruhigung und Entspannung des Patienten zu Erfolg.
Mittelschwere Absetzsymptome (vor allem Unruhe, Angst oder Schlafstörungen) können mit Benzodiazepinen behandelt werden. In Fällen mit schweren Symptomen oder in Fällen, in denen der Patient nicht auf die Behandlung der Symptome anspricht, kann die Medikation wieder eingesetzt und zu einem späteren Zeitpunkt langsamer in kleineren Schritten (über 8–12 Wochen) wiederholt abgesetzt werden.